# Waitematā Harbour

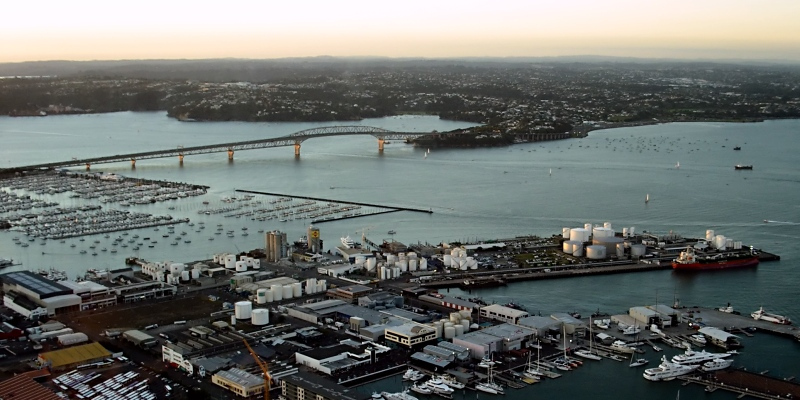
Die Auckland Harbour Bridge über den Waitematā Harbour

Waitematā Harbour ist ein Naturhafen im Stadtgebiet des Auckland Council auf der Nordinsel von Neuseeland. Auf dieses Gewässer wird oft mit dem Namen Auckland Harbour Bezug genommen, obwohl Auckland mit dem Manukau Harbour noch über einen zweiten Naturhafen verfügt, wenn dieser auch mit geringerer Bedeutung.

## Namensherkunft
Der Name des Naturhafens leitet sich aus dem Māori-Namen „Wai-te-matā“ ab, was in der Sprache der Māori so viel bedeutet wie: „Obsidian Wasser“, benannt nach dem vulkanisches Gesteinsglas. Doch während die Nachfahren des Te Arawa Waka das Gewässer auch nach einem ihrer Vorfahren Tamatekapua nannten, war für die Ngāpuhi der Naturhafen mit Bezug zu den Kriegen um den Tāmaki Isthmus auch Te Wai-o-te-mate (Die Wasser des Todes).

## Geographie
Der weitverzweigte, rund 182 km² große Waitematā Harbour erstreckt sich innerhalb des Stadtgebietes von Auckland in Richtung Ostküste und mündet in zwei Channels, die dem Hauraki Gulf zugeordnet sich. Der Naturhafen erstreckt sich über eine Länge von rund 16 km in West-Ost-Richtung, zählt man die nördliche verlaufenden Seitenarme mit, die bis in die Stadtteile Riverhead und Albany hineinreichen, so kann man die Ausdehnung des Naturhafens auf eine Länge von rund 25 km bemessen. Der Hafeneingang zwischen North Head im Norden und Bastion Point im Süden ist rund 2,0 km breit und an seiner breitesten Stelle misst das Gewässer rund 9 km. Das Westende des Hafens erstreckt sich im Nordwesten über Whenuapai hinaus und im Westen bis Te Atatu. Der Hafen bildet außerdem im Südwesten einen Mündungsarm, der als Whau River bekannt ist. Der navigierbare Teil des Naturhafens besitzt eine durchschnittliche Wassertiefe von rund 12 m.
Rund 6 km östlich des Hafeneingang befindet sich die Insel Browns Island (Mutokorea) und rund 4 km nordöstlich davon Motuihe Island. Knapp 4 km nordöstlich des Hafeneingang liegt die Vulkaninsel Rangitoto Island, die erst vor 600 bis 700 Jahren entstand.

## Geologie
Der Waitematā Harbour wurde aus einem durch den im Miozän ansteigenden Meeresspiegel versunkenem Tal gebildet. Sand und Sedimentablagerungen überdecken die Grauwacke, aus dem der feste Untergrund des Seebodens besteht.

## Angrenzenden Stadtteile
Während sich auf der Südseite des Naturhafens neben der City of Auckland die Stadtteile Mission Bay, Parnell, Herne Bay und Point Chevalier befinden, liegen auf der Nordseite die Stadtteile Birkenhead, Northcote und Devonport, die einst zu eigenständigen Stadt von North Shore City zählten, heute aber zum North Shore Ward zusammengefasst sind.

## Isthmus von Auckland
Zusammen mit dem Manukau Harbour auf der Westseite der Northland Peninsula bildet der Waitematā Harbour den Isthmus von Auckland aus, eine Landenge, die an ihrer engsten Stelle zwischen dem Manukau Harbour und dem Tāmaki River auf der einen Seite lediglich 2 km misst und etwas weiter westlich zwischen den beiden Naturhäfen mit rund 3,6 km eine weitere Engstelle aufweist.

## Hafenquerungen
Neben den Fährverbindungen gibt es drei Motorways, die den Waitematā Harbour an den verschiedenen Stellen queren. Sie stellen die Hauptverkehrsadern zwischen den nördlichen und südlichen, durch den Naturhafen getrennten Stadtteilen dar. Die wohl bekannteste, wichtigste und am stärksten frequentierte Verkehrsader führt mit dem achtspurig ausgebauten New Zealand State Highway 1 über die Auckland Harbour Bridge. Sie verbindet den Waitematā and Gulf Ward, der das Stadtzentrum von Auckland abdeckt, mit dem nördlich davon auf der anderen Seite des Hafens liegenden North Shore Ward. Die zweite Querung findet im südwestlichen Bereich des Naturhafens mit dem New Zealand State Highway 16 statt, der vom Stadtteil Mt. Albert aus Henderson anbindet und dabei ebenfalls den Whau River überquert. Die dritte Querung befindet sich etwas weiter nördlich bei Hobsonville mit der Upper Harbour Bridge. Hier führt der New Zealand State Highway 18 nach Nordosten und stellt eine Querverbindung zwischen den beiden State Highways 1 und 16 dar.